# Compasso (costellazione)
Il Compasso (in latino Circinus, abbreviato in Cir) è una delle 88 costellazioni moderne. Si tratta di una piccola costellazione dell'emisfero meridionale, posta ad una declinazione compresa tra -55° e -70°.

## Caratteristiche

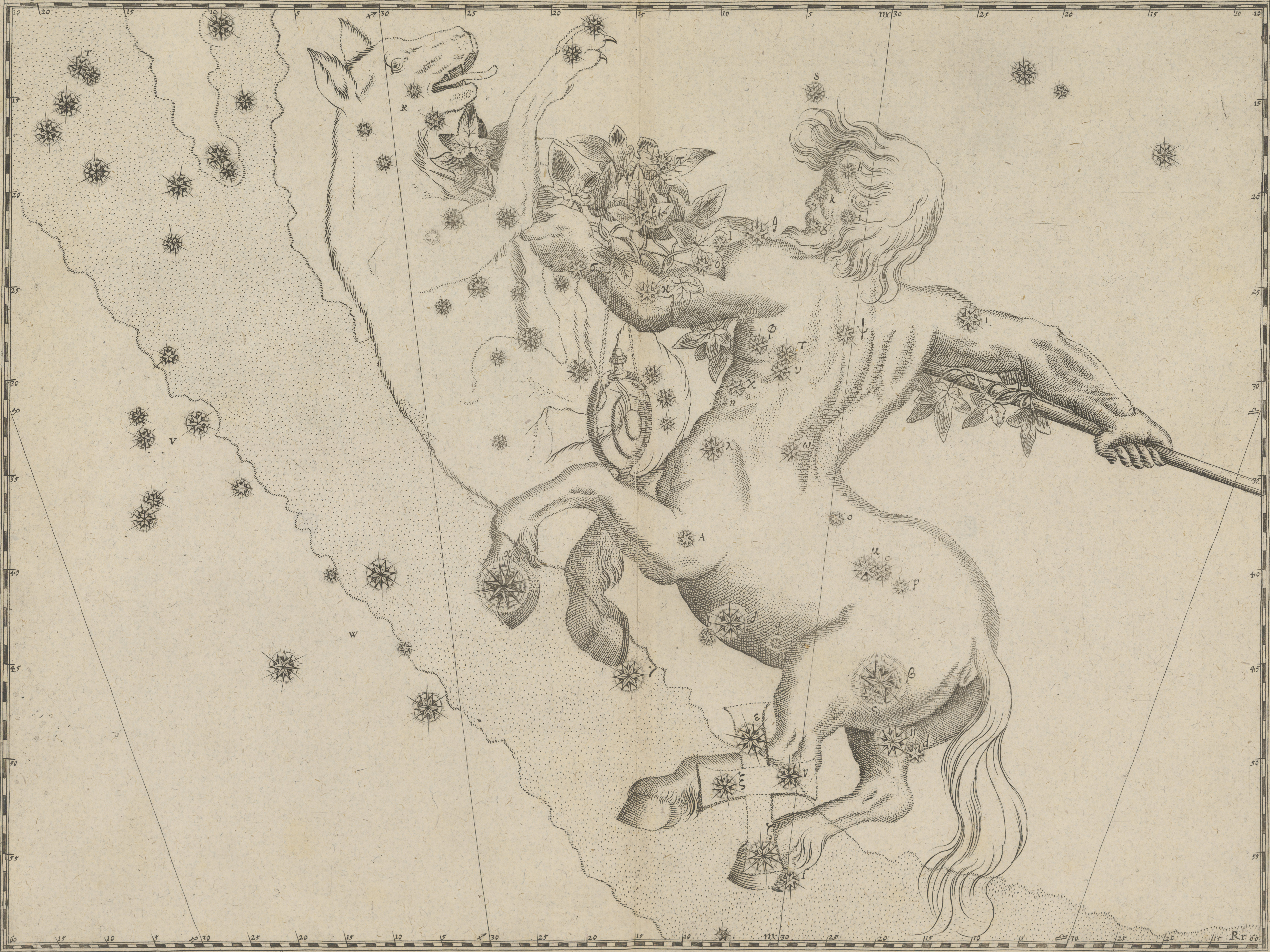
Pagina dell'Uranometria di Johann Bayer; all'epoca la costellazione del Compasso non era ancora stata creata.

Il Compasso si trova stretto fra le due brillanti stelle che rappresentano il piede del Centauro, Alfa Centauri e Hadar, e la piccola ma appariscente costellazione del Triangolo Australe; giace su un tratto piuttosto brillante della Via Lattea del sud, ma non contiene né stelle luminose, né oggetti notevoli: la sua stella principale, la α Circini, è di magnitudine 3,2 e viene ulteriormente oscurata dalla vicina presenza di Alfa Centauri, poco più a nord. Nonostante ciò, proprio la vicinanza di stelle luminose ne consente una facile individuazione nella volta stellata.
La declinazione di questa costellazione è fortemente australe: ciò comporta che da quasi tutte le aree della Terra a nord della fascia tropicale non sia mai osservabile; d'altra parte, nella fascia temperata australe si presenta circumpolare ed è osservabile in particolare nelle notti dell'autunno (marzo-giugno), quando si presenta alta sull'orizzonte. In antichità quest'area di cielo, assieme ad Alfa Centauri, era visibile anche dalle latitudini mediterranee, fino a quando la precessione degli equinozi non ha portato queste stelle a declinazioni troppo meridionali.

### Stelle principali
- α Circini è una stella doppia la cui primaria è la più luminosa della costellazione. Si trova a 53 anni luce dal Sole, e la secondaria, di magnitudine 8,6, è risolvibile solo con un telescopio.
- β Circini è una stella bianca di magnitudine 4,07, distante 97 anni luce.
- γ Circini è una gigante blu di magnitudine 4,48, distante 509 anni luce.

### Stelle doppie
Le esigue dimensioni della costellazione non consentono di avere molte possibilità di contenere stelle doppie di rilievo.
- L'unica doppia alla portata di piccoli strumenti amatoriali è la α Circini, che è composta da una stella bianca di magnitudine 3,2 accompagnata da una stellina arancione di ottava con separazione di circa 16".

| Principali stelle doppie |                                          |                                          |             |             |                                 |         |
| Nome                     | Coordinate equatoriali all'epoca J2000.0 | Coordinate equatoriali all'epoca J2000.0 | Magnitudine | Magnitudine | Separazione (in secondi d'arco) | Colore  |
| Nome                     | AR                                       | Dec                                      | A           | B           | Separazione (in secondi d'arco) | Colore  |
| α Circini                | 14h 42m 31s                              | -64° 58′ 29″                             | 3,2         | 8,6         | 15,6                            | b + ar  |
| γ Circini                | 15h 23m 23s                              | -59° 19′ 15″                             | 5,1         | 5,5         | 0,9                             | azz + b |

### Stelle variabili
Fra le stelle variabili, abbastanza numerose (circa 500) nonostante la ridotta estensione della costellazione, spiccano per luminosità le Cefeidi classiche.
Fra queste la più brillante è la AX Circini, che oscilla fra la quinta e la sesta magnitudine in un periodo di poco più di 5 giorni; anche AV Circini è una Cefeide, ma meno luminosa, essendo di ottava grandezza in fase di massima.
θ Circini è invece una variabile irregolare, con oscillazioni di alcuni decimi di magnitudine appena apprezzabili anche ad occhio nudo.
| Principali stelle variabili |                                          |                                          |             |             |                  |            |
| Nome                        | Coordinate equatoriali all'epoca J2000.0 | Coordinate equatoriali all'epoca J2000.0 | Magnitudine | Magnitudine | Periodo (giorni) | Tipo       |
| Nome                        | AR                                       | Dec                                      | Max.        | Min.        | Periodo (giorni) | Tipo       |
| AV Circini                  | 14h 50m 30s                              | -67° 29′ 52″                             | 8,0         | 8,6         | 3,0651           | Cefeide    |
| AX Circini                  | 14h 52m 35s                              | -63° 48′ 35″                             | 5,65        | 6,09        | 5,2733           | Cefeide    |
| BP Circini                  | 14h 46m 42s                              | -61° 27′ 43″                             | 7,54        | 7,87        | 2,3984           | Pulsante   |
| BS Circini                  | 14h 23m 32s                              | -66° 38′ 42″                             | 6,7         | 7,8         | 2,205            | Pulsante   |
| θ Circini                   | 14h 56m 44s                              | -62° 46′ 52″                             | 5,02        | 5,44        | -                | Irregolare |

### Pulsar
PSR B1509-58 è una stella di neutroni con un periodo di rotazione 0,15 s (pari a circa 7 giri al secondo) e un'età di circa 17,000 anni luce, scoperta nel 1982.

## Oggetti del profondo cielo
Nonostante la presenza della Via Lattea, date le dimensioni ridotte della costellazione, gli oggetti non stellari di facile osservazione non abbondano.
L'unico di una certa rilevanza per strumenti amatoriali è l'ammasso aperto NGC 5823, sul confine con il Lupo, parzialmente risolvibile con un binocolo o con piccoli strumenti anche a causa della sua scarsa concentrazione. Fra gli oggetti nebulosi, spicca la Nube del Compasso, una grande nube molecolare oscura in cui sono attivi dei fenomeni di formazione stellare di stelle di piccola e media massa.
| Principali oggetti non stellari |                                          |                                          |                    |             |                                        |                       |
| Nome                            | Coordinate equatoriali all'epoca J2000.0 | Coordinate equatoriali all'epoca J2000.0 | Tipo               | Magnitudine | Dimensioni apparenti (in primi d'arco) | Nome proprio          |
| Nome                            | AR                                       | Dec                                      | Tipo               | Magnitudine | Dimensioni apparenti (in primi d'arco) | Nome proprio          |
| Pismis 20                       | 15h 15m 24s                              | -59° 04′ :                               | Ammasso aperto     | 7,8         | 4,5                                    |                       |
| NGC 5823                        | 15h 05m 42s                              | -55° 36′ :                               | Ammasso aperto     | 7,9         | 10                                     |                       |
| PGC 50779                       | 14h 13m 10.2s                            | -65° 20′ 20.4″                           | Galassia a spirale | 10,5        | 12.1                                   | Galassia del Compasso |

## Sistemi planetari
Nal Compasso è noto un sistema planetario, scoperto nel 2009 attorno alla nana gialla HD 129445.
| Sistemi planetari |                                          |                                          |             |                |                              |
| Nome del sistema  | Coordinate equatoriali all'epoca J2000.0 | Coordinate equatoriali all'epoca J2000.0 | Magnitudine | Tipo di stella | Numero di pianeti confermati |
| Nome del sistema  | AR                                       | Dec                                      | Magnitudine | Tipo di stella | Numero di pianeti confermati |
| HD 129445         | 14h 46m 03s                              | -68° 45′ 46″                             | 8,81        | Nana gialla    | 1 (b)                        |